# Sandra Nasić
Sandra Nasić (Göttingen, 25 mei 1976) is een Duitse zangeres. Sandra Nasić is voornamelijk bekend als de frontvrouw van de Guano Apes, in 2007 bracht ze een soloalbum uit.

## Carrière
Nasić werd geboren in Göttingen, West-Duitsland. Nadat ze haar middelbareschooldiploma had behaald, overwoog Nasić om design te gaan studeren, maar besloot een muziekcarrière na te streven bij de band Guano Apes, waarvan ze sinds 1994 de zangeres was. De band brak door in 1996 nadat ze de Local Heroes-wedstrijd van de Duitse televisiezender VIVA hadden gewonnen met hun nummer Open Your Eyes. Het debuutalbum van de band, Proud Like a God, bereikte in 1997 de vierde positie in de Duitse hitlijsten. Hun volgende twee albums, Don't Give Me Names (2000) en Walking on a Thin Line (2003) bereikten beide nummer 1. Guano Apes ging in februari 2005 uit elkaar, maar kwam weer bij elkaar in 2009. Nadat de Guano Apes in 2005 uit elkaar waren gegaan, bracht Sandra Nasić in 2007 het soloalbum The Signal uit. In 2001 was Nasić te horen als zangeres in het nummer Path Vol. 1 & 2 van de Finse instrumentale-metalband Apocalyptica, daarmee was ze de eerste artiest die een gastbijdrage deed op een album van de instrumentale band.
In 2012 was Nasić jurylid in het derde seizoen van de Duitse talentenjacht X-Factor.

## Discografie

### Albums
- 2007: The Signal (Supersonic Records  Records)

#### Singles
- 2001: Path Vol. 1 & 2 (met Apocalyptica)
- 2007: Fever
- 2014: Drowned in Destiny

- CiNii: DA16597398
- Gemeinsame Normdatei: 135210755
- International Standard Name Identifier: 0000 0001 3076 0930
- MusicBrainz: 0fb62639-4143-443b-8779-6867a1d08230
- Nationale Bibliotheek van Tsjechië: xx0195020
- Virtual International Authority File: 80033475
- WorldCat: E39PBJwRXvgFfFCxPkPWwxqPcP